# Zálegoshch
Zálegoshch (ruso: За́легощь) es un asentamiento de tipo urbano de Rusia, capital del raión homónimo en la óblast de Oriol.
En 2023, la localidad tenía una población de 4374 habitantes. En su territorio no hay pedanías.
Se ubica unos 10 km al suroeste de Novosil, sobre la carretera que une Oriol con Yelets pasando por Jomutovo.

## Historia
Fue fundado en 1870 como un poblado ferroviario, al abrirse aquí una estación en la línea de ferrocarril de Oriol a Verjovye. Adoptó el estatus de capital distrital en 1935, al definirse los raiones de la óblast de Kursk, región de la que se separó en 1937 para formar la actual óblast de Oriol. Adoptó el estatus de asentamiento de tipo urbano en 1960, cuando tenía algo menos de mil habitantes. En las décadas posteriores se desarrolló como un núcleo industrial, llegando a superar los seis mil habitantes en el censo de 2002. Posteriormente ha sufrido una gran pérdida de población, como consecuencia del cierre de industrias.